# Euskal Zuzentasuna
Euskal Zuzentasuna (Justice basque en basque) était un groupe armé luttant entre 1977 et 1979 pour l'indépendance du Pays basque. Son champ d'action était l'ensemble de l'Aquitaine et le Pays basque nord. Il revendiqua un triple attentat commis du 22 au 23 novembre 1977 contre deux agences de travail temporaire, du 11 au 12 août 1978 un attentat au Taillan-Médoc contre les locaux de la Mission aménagement de la Côte Aquitaine et un autre commis contre un Yacht-Club de Ciboure. Ces deux derniers avait déjà été revendiqués par une autre organisation armée, Iparretarrak.
Il revendiqua au total 11 attentats.